# Calvignac
Calvignac (okzitanisch: Calvinhac) ist eine südfranzösische Gemeinde im Département Lot in der Region Okzitanien (zuvor Midi-Pyrénées). Sie hat 241 Einwohner (Stand 1. Januar 2022) und ist Teil des Regionalen Naturparks Causses du Quercy.

## Lage
Calvignac liegt in einer Höhe von ca. 140 Metern ü. d. M. oberhalb des Südufers des Flusses Lot am südwestlichen Rand des Zentralmassivs im Gebiet der Causse de Limogne. Die nächstgrößere Stadt, Cahors, ist etwa 42 Kilometer (Fahrtstrecke) in westlicher Richtung entfernt. Der nächstgrößere Ort in etwa zehn Kilometern Entfernung ist Limogne-en-Quercy.

## Bevölkerungsentwicklung
| Jahr      | 1962 | 1968 | 1975 | 1982 | 1990 | 1999 | 2006 | 2017 |
| Einwohner | 238  | 229  | 211  | 203  | 194  | 192  | 188  | 207  |

Bis zur Mitte des 19. Jahrhunderts hatte der Ort stets zwischen 640 und 750 Einwohner. Infolge der Reblauskrise im Weinbau und der Mechanisierung der Landwirtschaft ging die Einwohnerzahl seit der zweiten Hälfte des 19. Jahrhunderts kontinuierlich bis auf den Tiefststand der letzten Jahre zurück.

## Wirtschaft
Im Haut-Quercy wurde traditionell Landwirtschaft betrieben, zu der bis ins 19. Jahrhundert hinein auch der Weinbau gehörte, der aber nach der Reblauskrise nahezu gänzlich aufgegeben wurde. Heute spielt – neben der Vieh- und Geflügelzucht – der Tourismus in Form der Vermietung von Ferienwohnungen (gîtes) eine große Rolle im Wirtschaftsleben der Gemeinde.

## Geschichte
Calvignac war im Hochmittelalter eine Vizegrafschaft (vicomté). Der Ort selbst wurde im Hundertjährigen Krieg (1337–1453) wiederholt von den Engländern belagert und eingenommen. Während der Hugenottenkriege (1562–1598) litt der Ort unter den religiös motivierten Auseinandersetzungen zwischen Katholiken und Protestanten.

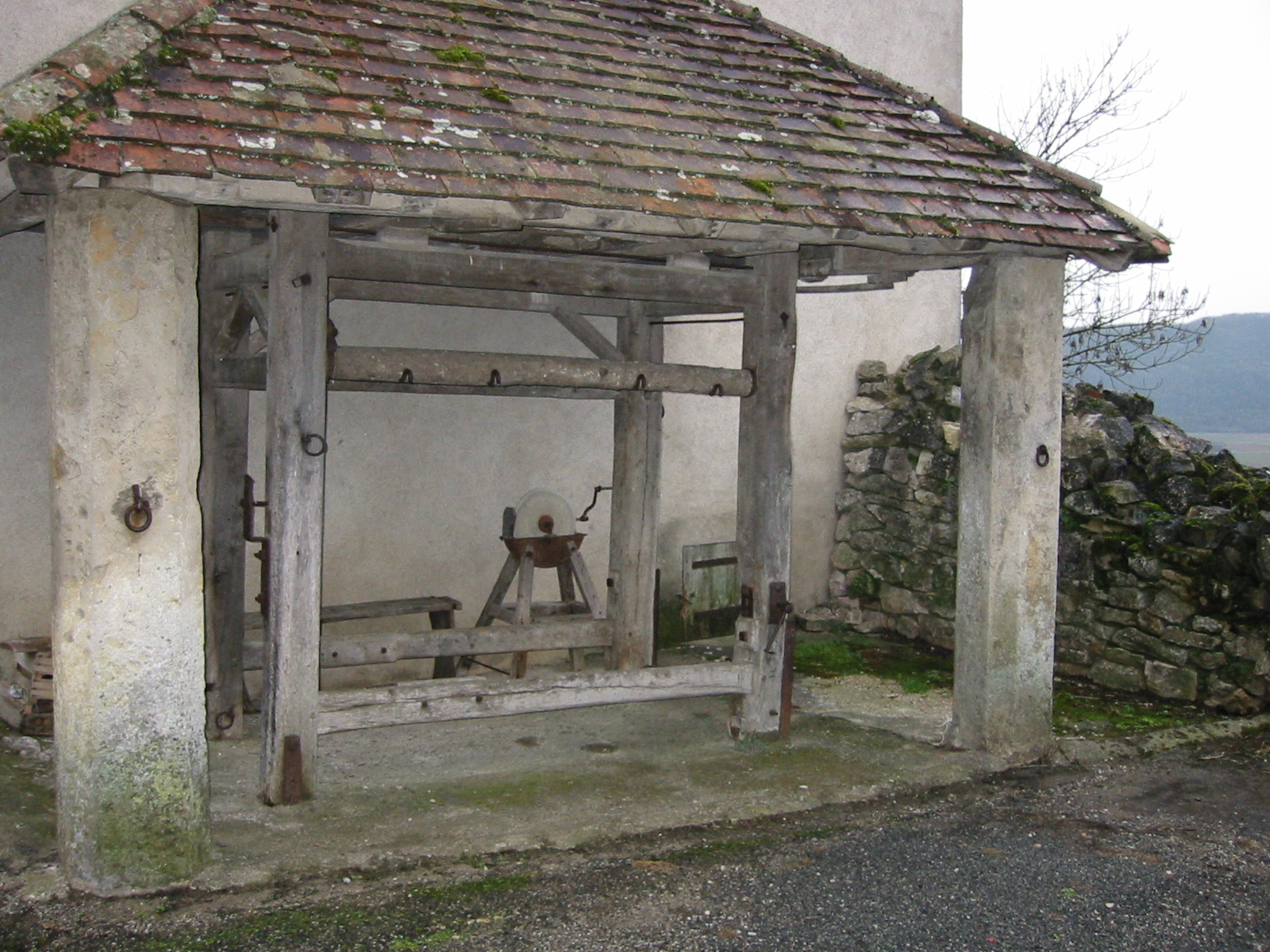
Klauenstand (travail)

## Sehenswürdigkeiten

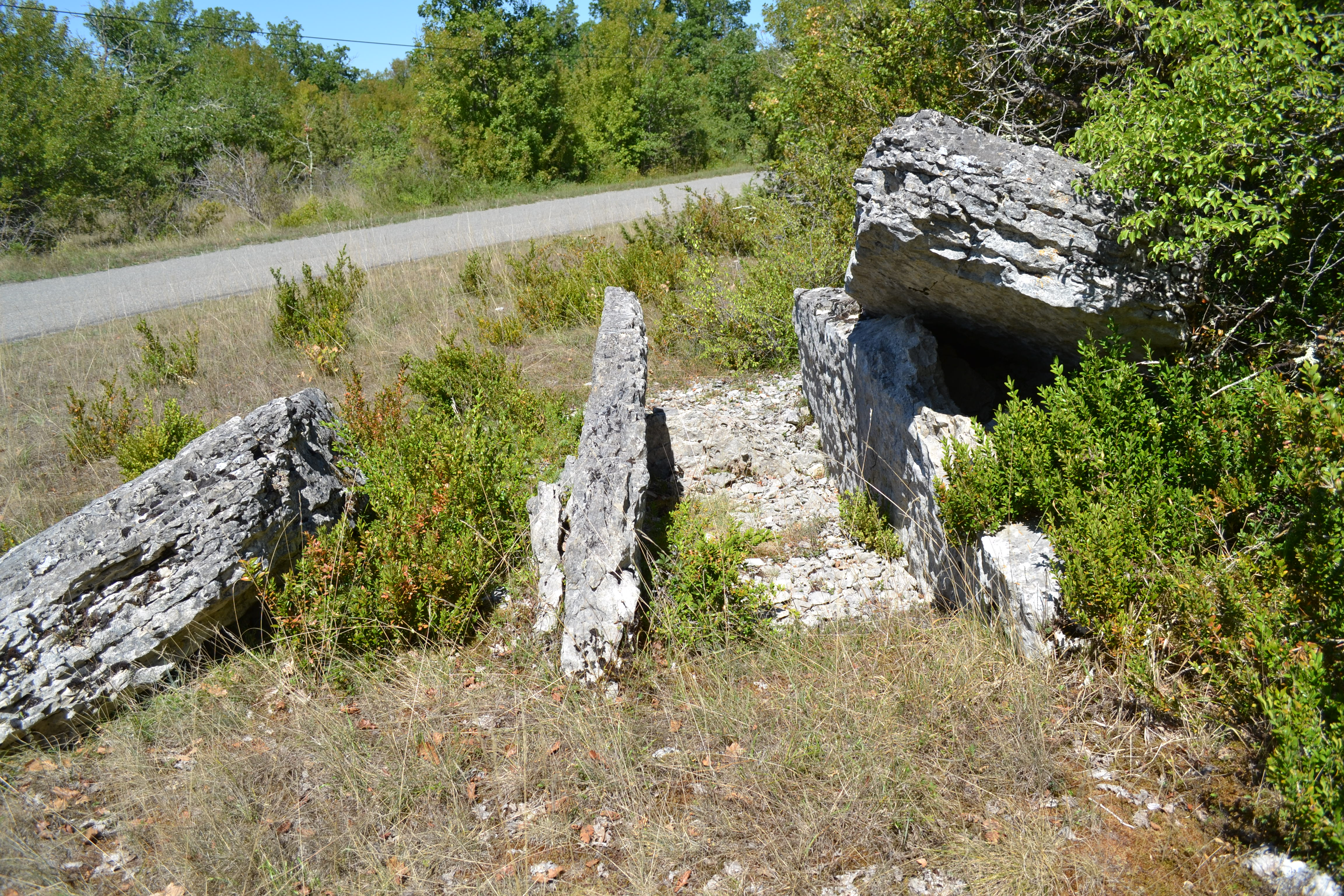
Dolmen von Commun

- Sieben Dolmen, darunter der Dolmen von Commun
- Im Ort haben sich noch spärliche Mauerwerksreste einer mittelalterlichen Burg erhalten.
- Ein aus dem 18. oder 19. Jahrhundert stammender Hufbock (travail) diente zum Fixieren der Tiere (Pferde, Rinder, Esel) während des Beschlagens oder der Hufpflege.
- Die Pfarrkirche (Église Saint-Étienne) ist ein ausgesprochen rustikaler dreischiffiger Bau des Mittelalters mit einer flachen Apsis und Tonnengewölben. Derartige Bauten sind nur ganz selten erhalten, denn meist wurden sie bereits im ausgehenden Mittelalter, der Renaissance oder spätestens im 19. Jahrhundert abgerissen und durch neue Kirchen ersetzt.
- Ein Felsvorsprung (Rocher de la Baume) bietet schöne Ausblicke auf das Tal des Lot.